# Carlia
Carlia is een geslacht van hagedissen uit de familie skinken (Scincidae).

## Naam
De wetenschappelijke naam van de groep werd voor het eerst voorgesteld door John Edward Gray in 1845. Er zijn 46 soorten, inclusief de pas in 2018 beschreven soort Carlia crypta.

## Uiterlijke kenmerken
De skinken hebben een gladde schubbenhuid, de lichaamskleur is bruin tot grijs. De mannetjes hebben meestal een rode kleur aan de voorzijde van de flanken. De lichaamslengte is ongeveer vier tot vijf centimeter, sommige soorten worden wat groter. Carlia rostralis bijvoorbeeld kan een lichaamslengte tot 65 millimeter bereiken. De staart is langer dan het lichaam.
De poten zijn goed ontwikkeld, aan de voorpoten zijn vier vingers aanwezig, de achterpoten dragen vijf tenen. De oogleden zijn beweegbaar, in het onderste ooglid is een doorzichtig venster aanwezig zodat de skink met gesloten ogen toch kan zien.

## Levenswijze
Alle soorten zijn eierleggend, de vrouwtjes zetten altijd twee eieren af. Gedurende het seizoen kunnen meerdere legsels worden geproduceerd. De skinken zijn overdag actief en bodembewonend.

## Verspreiding en habitat
Alle soorten komen voor in delen van Australië, Papoea-Nieuw-Guinea en Indonesië. Binnen Australië komen de soorten voor in de staten New South Wales, Noordelijk Territorium, Queensland, Victoria en West-Australië. De habitat bestaat uit de strooisellaag van begroeide gebieden.
Van de 46 soorten is aan 36 soorten een beschermingsstatus toegewezen door de internationale natuurbeschermingsorganisatie IUCN. Over de soort Carlia quinquecarinata zijn te weinig gegevens bekend, de status is 'onzeker' (Data Deficient of DD). de soort Carlia wundalthini staat te boek als 'kwetsbaar' (Vulnerable of VU). Alle overige 34 soorten komen nog algemeen voor en hebben de status 'veilig' (Least Concern of LC).

## Soorten
Het geslacht omvat de volgende soorten die onderstaand zijn weergegeven, met de auteur en het verspreidingsgebied.
| Naam                   | Auteur                                         | Verspreidingsgebied                                               |
| ---------------------- | ---------------------------------------------- | ----------------------------------------------------------------- |
| Carlia aenigma         | Zug, 2004                                      | Papoea-Nieuw-Guinea                                               |
| Carlia ailanpalai      | Zug, 2004                                      | Papoea-Nieuw-Guinea                                               |
| Carlia amax            | Storr 1974                                     | Australië (Noordelijk Territorium, Queensland, West-Australië)    |
| Carlia aramia          | Zug, 2004                                      | Papoea-Nieuw-Guinea                                               |
| Carlia babarensis      | Kopstein, 1926                                 | Indonesië                                                         |
| Carlia beccarii        | Peters & Doria, 1878                           | Indonesië                                                         |
| Carlia bicarinata      | Macleay, 1877                                  | Papoea-Nieuw-Guinea                                               |
| Carlia bomberai        | Zug & Allison, 2006                            | Indonesië                                                         |
| Carlia caesius         | Zug & Allison, 2006                            | Indonesië                                                         |
| Carlia crypta          | Singhal, Hoskin, Cooper, Potter & Moritz, 2018 | Australië (Queensland)                                            |
| Carlia decora          | Hoskin & Couper, 2012                          | Australië (noordoostelijk Queensland)                             |
| Carlia diguliensis     | Kopstein, 1926                                 | Papoea-Nieuw-Guinea                                               |
| Carlia dogare          | Covacevich & Ingram, 1975                      | Australië (Queensland)                                            |
| Carlia eothen          | Zug, 2004                                      | Oostelijk Papoea-Nieuw-Guinea                                     |
| Carlia fusca           | Duméril & Bibron, 1839                         | Admiraliteitseilanden, Bismarck-archipel, Papoea-Nieuw-Guinea     |
| Carlia gracilis        | Storr, 1974                                    | Australië (Noordelijk Territorium, West-Australië)                |
| Carlia inconnexa       | Ingram & Covacevich, 1989                      | Australië (Queensland)                                            |
| Carlia insularis       | Afonso-Silva, Santos, Ogilvie & Moritz, 2017   | Australië (West-Australië)                                        |
| Carlia isostriacantha  | Afonso-Silva, Santos, Ogilvie & Moritz, 2017   | Australië (West-Australië)                                        |
| Carlia jarnoldae       | Covacevich & Ingram, 1975                      | Australië (Queensland)                                            |
| Carlia johnstonei      | Storr, 1974                                    | Australië (West-Australië)                                        |
| Carlia leucotaenia     | Bleeker, 1860                                  | Indonesië                                                         |
| Carlia longipes        | Macleay, 1877                                  | Australië (Queensland), zuidelijk Papoea-Nieuw-Guinea             |
| Carlia luctuosa        | Peters & Doria, 1878                           | Papoea-Nieuw-Guinea                                               |
| Carlia munda           | De Vis, 1885                                   | Australië (Noordelijk Territorium, Queensland, West-Australië)    |
| Carlia mysi            | Zug, 2004                                      | Papoea-Nieuw-Guinea                                               |
| Carlia nigrauris       | Zug, 2010                                      | Indonesië                                                         |
| Carlia pectoralis      | De Vis, 1885                                   | Australië (zuidoostelijk Queensland)                              |
| Carlia peronii         | Duméril & Bibron, 1839                         | Indonesië                                                         |
| Carlia pulla           | Barbour, 1911                                  | Indonesië                                                         |
| Carlia quinquecarinata | Macleay, 1877                                  | Noordelijk Australië (Darnley Island)                             |
| Carlia rhomboidalis    | Peters, 1869                                   | Australië (Queensland)                                            |
| Carlia rostralis       | De Vis, 1885                                   | Australië (Queensland)                                            |
| Carlia rubigo          | Hoskin & Couper, 2012                          | Australië (noordoostelijk Queensland)                             |
| Carlia rubrigularis    | Ingram & Covacevich, 1989                      | Australië (Queensland)                                            |
| Carlia rufilatus       | Storr, 1974                                    | Australië (Noordelijk Territorium, West-Australië)                |
| Carlia schmeltzii      | Peters, 1867                                   | Australië (New South Wales, Queensland)                           |
| Carlia sexdentata      | Macleay, 1877                                  | Australië (Noordelijk Territorium, Queensland)                    |
| Carlia spinauris       | Smith, 1927                                    | Indonesië                                                         |
| Carlia storri          | Ingram & Covacevich, 1989                      | Australië (Queensland), Papoea-Nieuw-Guinea                       |
| Carlia sukur           | Zug & Kaiser, 2014                             | Indonesië                                                         |
| Carlia tetradactyla    | O'Shaughnessy, 1879                            | Australië (New South Wales, Queensland, Victoria)                 |
| Carlia triacantha      | Mitchell, 1953                                 | Australië (Noordelijk Territorium, West-Australië, Zuid-Australië |
| Carlia tutela          | Zug, 2004                                      | Indonesië                                                         |
| Carlia vivax           | De Vis, 1884                                   | Australië (New South Wales, Queensland)                           |
| Carlia wundalthini     | Hoskin, 2014                                   | Australië (noordoostelijk Queensland)                             |